# Rannu (Lääneranna)
Rannu (Duits: Rannoküll) is een plaats in de Estlandse gemeente Lääneranna, provincie Pärnumaa. De plaats heeft de status van dorp (Estisch: küla) en telt 8 inwoners (2021).
Tot in oktober 2017 viel Rannu onder de gemeente Lihula, provincie Läänemaa. In die maand werd Lihula bij de gemeente Lääneranna gevoegd. Daarmee verhuisde de gemeente naar de provincie Pärnumaa.

## Ligging
Rannu ligt tegen de grens tussen de provincies Pärnumaa en Läänemaa aan. De loop van de rivier Kasari valt vrijwel samen met de provinciegrens. De rivier Liivi komt bij Rannu op de Kasari uit.

## Geschiedenis
Rannu werd in 1519 voor het eerst genoemd onder de naam Rande als dorp in de Wacke Kirrefer. Een Wacke was een administratieve eenheid voor een groep boeren met gezamenlijke verplichtingen. Kirrefer is Kirbla, het zuidelijke buurdorp van Rannu. In 1565 werd het dorp genoemd als Randa by (by is Zweeds voor dorp) en in 1591 als Rando By. Rond 1650 kwam Rannu in het bezit van het landgoed van Klosterhof (Kloostri). In 1689 werd het dorp genoemd als Rannokull en in 1798 als Rannokül. Rond 1900 stond het bekend als Ранно (Ranno in Cyrillisch schrift). Rond 1913 ging een deel van het dorp naar het landgoed van Lautel (Lautna). Vanaf dat moment waren er twee dorpen, Kloostri-Rannu en Lautna-Rannu.
Beide dorpen verdwenen in 1977 van de landkaart. Lautna-Rannu werd bij Lautna gevoegd en Kloostri-Rannu bij Kirbla. In 2014 werd Kloostri-Rannu onder de naam Rannu weer een zelfstandig dorp; Lautna-Rannu bleef bij Lautna.